# كارلوس غيرا
كارلوس غيرا (3 أغسطس 1981 - ) (بالإسبانية: Carlos Guerra)‏ هو لاعب كرة طائرة المكسيك. شارك في الكرة الطائرة في الألعاب الأولمبية الصيفية 2016.

## وصلات خارجية
- كارلوس غيرا على موقع أوليمبيديا (الإنجليزية)